# Foli (full)

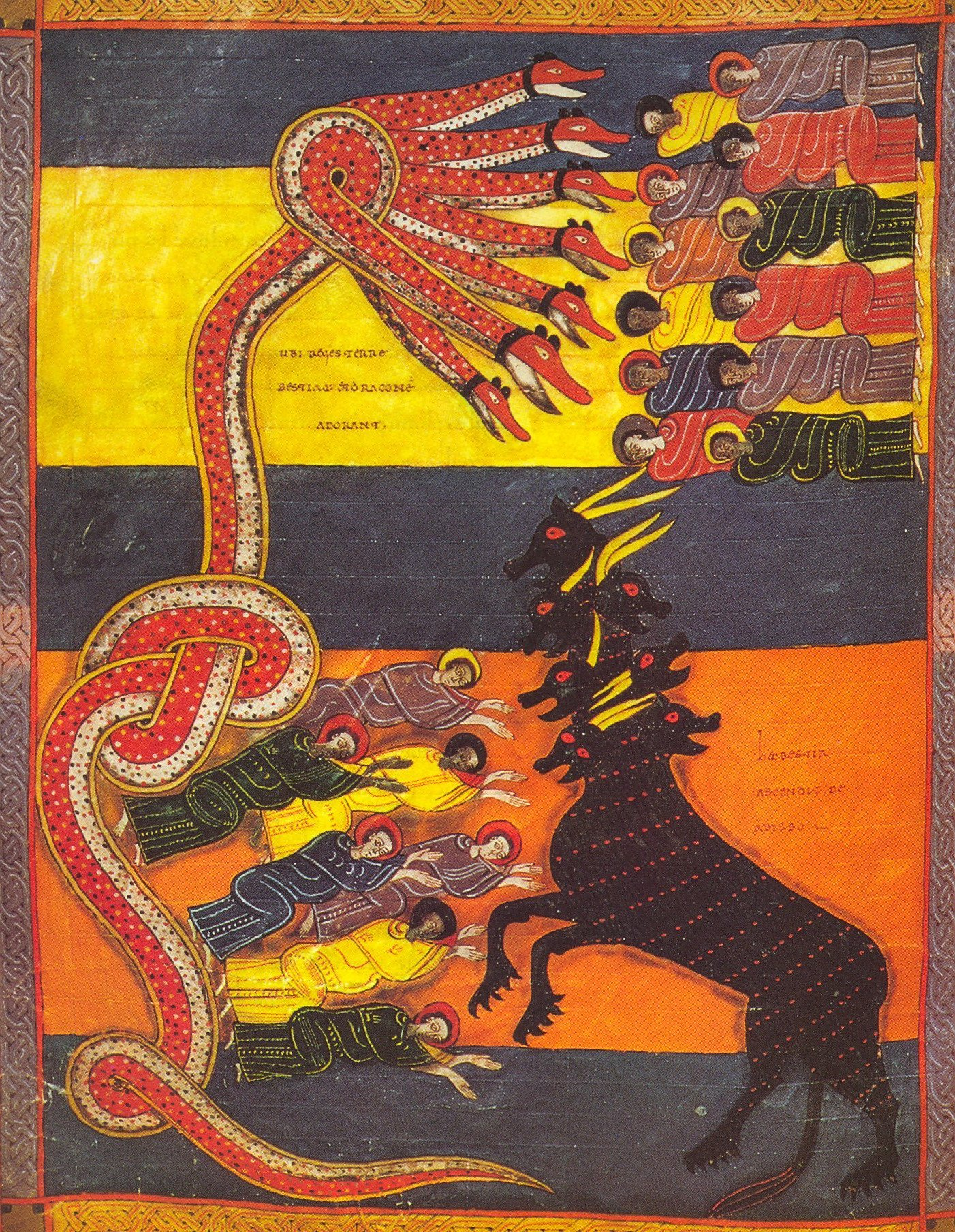
Beat de Facundo, f ° 191v (foli 191, vers) El Drac dona el seu poder a la Bèstia

Un foli (del llatí folium, full, folia en plural) és un full de paper o de pergamí d'un còdex, d'una llibreta o d'un llibre. Els manuscrits comunament es numeren en folis (foliació) i no per pàgines (paginació), sobretot a partir del segle xiii, normalment, amb nombres romans. L'abreviatura de foli sol ser f, fº o fol i la de folis, ff. o fols. La cara frontal d'un foli s'anomena recto i la posterior verso i són abreujats per r i v respectivament. Un foli també és usat per a indicar un volum on un full imprès s'ha plegat una vegada i en cada full s'hi imprimeixen dues pàgines per cada costat. Si es plega dues vegades (en un quart), s'obtindrien quatre pàgines per costat i si es plegués tres vegades (en un vuitè), 8 pàgines per costat.